# 敦賀港駅
敦賀港駅（つるがみなとえき）は、福井県敦賀市金ヶ崎町にあった日本貨物鉄道（JR貨物）の貨物駅である。北陸本線貨物支線（通称：敦賀港線）の終着駅であった。
2009年（平成21年）3月末まで貨物列車の発着があったが、同年4月より貨物列車がなくなり、駅設備の一部がオフレールステーションとなり敦賀港新営業所として2025年3月まで営業していた（後述）。

## 歴史

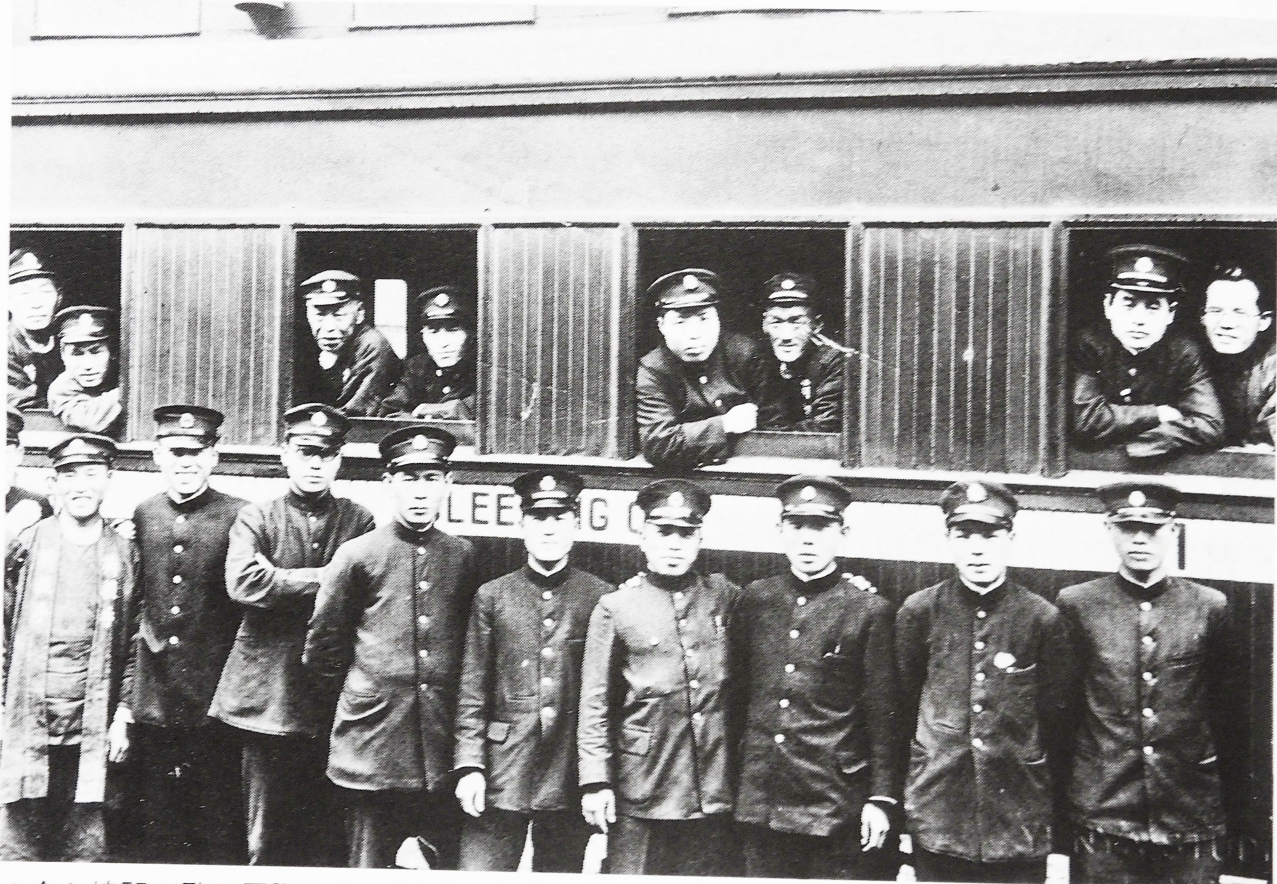
欧亜国際連絡列車

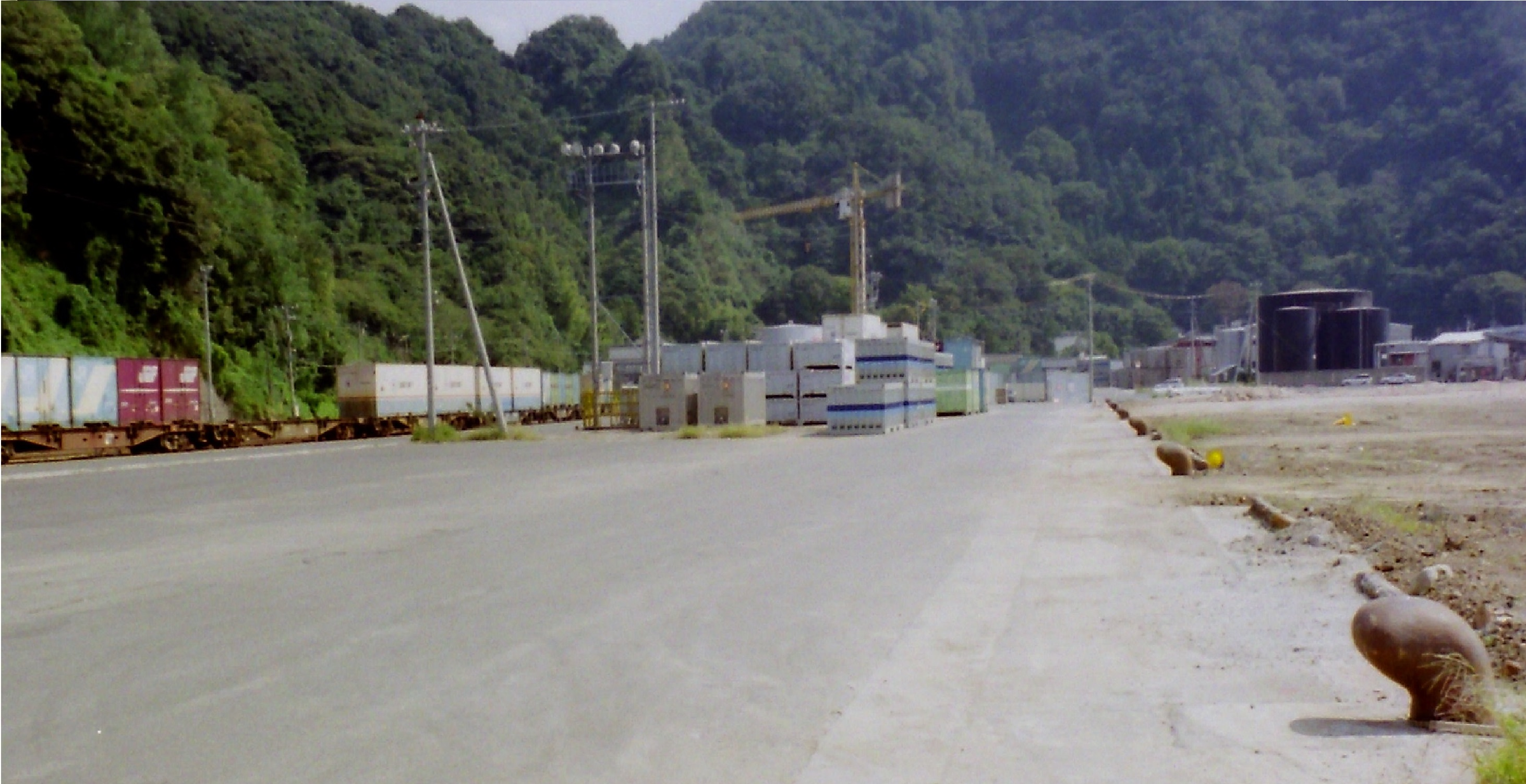
盛況時の様子。画像右端側下部角に写っている、船舶を港に係留する大型の係留ブイが残っている。そこを境界線として画像上部左寄りに向かって、大規模な埋め立て港湾工事が行われた痕跡が残っている。 （1998年10月）

戦前は国際連絡運輸の関係で敦賀港から出る船舶への接続列車（ボート・トレイン）が旅客列車として設定されていた。

### 年表
- 1882年（明治15年）3月10日：金ヶ崎駅（かねがさきえき）として開業[1]。
- 1897年（明治30年）9月20日：旅客営業を廃止、同時に金ヶ崎貨物取扱所に降格[1]。
- 1908年（明治41年）3月25日：金ヶ崎駅に再昇格[1]。
- 1912年（明治45年）6月15日：ウラジオストク航路発着日に限り旅客輸送を再開。
- 1919年（大正8年）1月11日：敦賀港駅に改称[1]。
- 1932年（昭和7年）9月20日：敦賀新港駅までの貨物支線（1.2km）が開業[1]。
- 1939年（昭和14年）11月15日：日満連絡船「はるびん丸」に接続する上り140国際列車（敦賀港駅発米原駅行）が初運転[2]。
- 1940年（昭和15年）ごろ：第二次世界大戦勃発などの影響を受け旅客列車が廃止。
- 1943年（昭和18年）4月1日：当駅に敦賀新港駅を併合し廃止（設備は構内側線扱いとして1980年ごろまで存在）。
- 1987年（昭和62年）
  - 3月31日：旅客営業を正式に廃止[1]。
  - 4月1日：国鉄分割民営化により、JR貨物が継承[1]。
- 1999年（平成11年） - 2006年（平成18年）：観光イベントやとうろう流しと大花火大会の開催時に限り臨時に旅客列車（主に団体専用）を運行[3]。
- 2009年（平成21年）4月1日：貨物列車の設定を廃止（列車の運行は前日限りで終了[4][5]）。敦賀港オフレールステーションとなり、トラック便の運行を開始。
- 2016年（平成28年）10月1日：敦賀港オフレールステーションを敦賀港新営業所に改称[6]。
- 2019年（平成31年）4月1日：敦賀港線が正式に廃線となり、鉄道駅としては廃駅となった。敦賀港新営業所はかつてのコンテナセンター同様の形態に移行して存続となる[7]。
- 2025年（令和7年）3月15日：ダイヤ改正と同時に敦賀港新営業所を廃止[8]。これによりすべての貨物取扱が終了。

## 駅構造
1面のコンテナホームと、列車運行時に使用されていた荷役線1本や側線を有する。
かつては、駅北側の金ヶ崎山をトンネルで抜け、敦賀セメント敦賀工場へ至る同社の専用線があり、セメントを当駅から北陸地方や滋賀県・京都府のセメント包装所へ発送していた。また1980年（昭和55年）ごろまで、1943年（昭和18年）に当駅の構内側線扱いとなった敦賀新港駅（現在の敦賀市蓬莱町にあった）への側線が残っていた。側線跡は周辺が再開発されたためほとんど痕跡すら残っていないが、児屋川（）の河口に橋をかけて渡っていた場所に、橋台が残っている。
最後の運行日まで、タブレット閉塞であった。

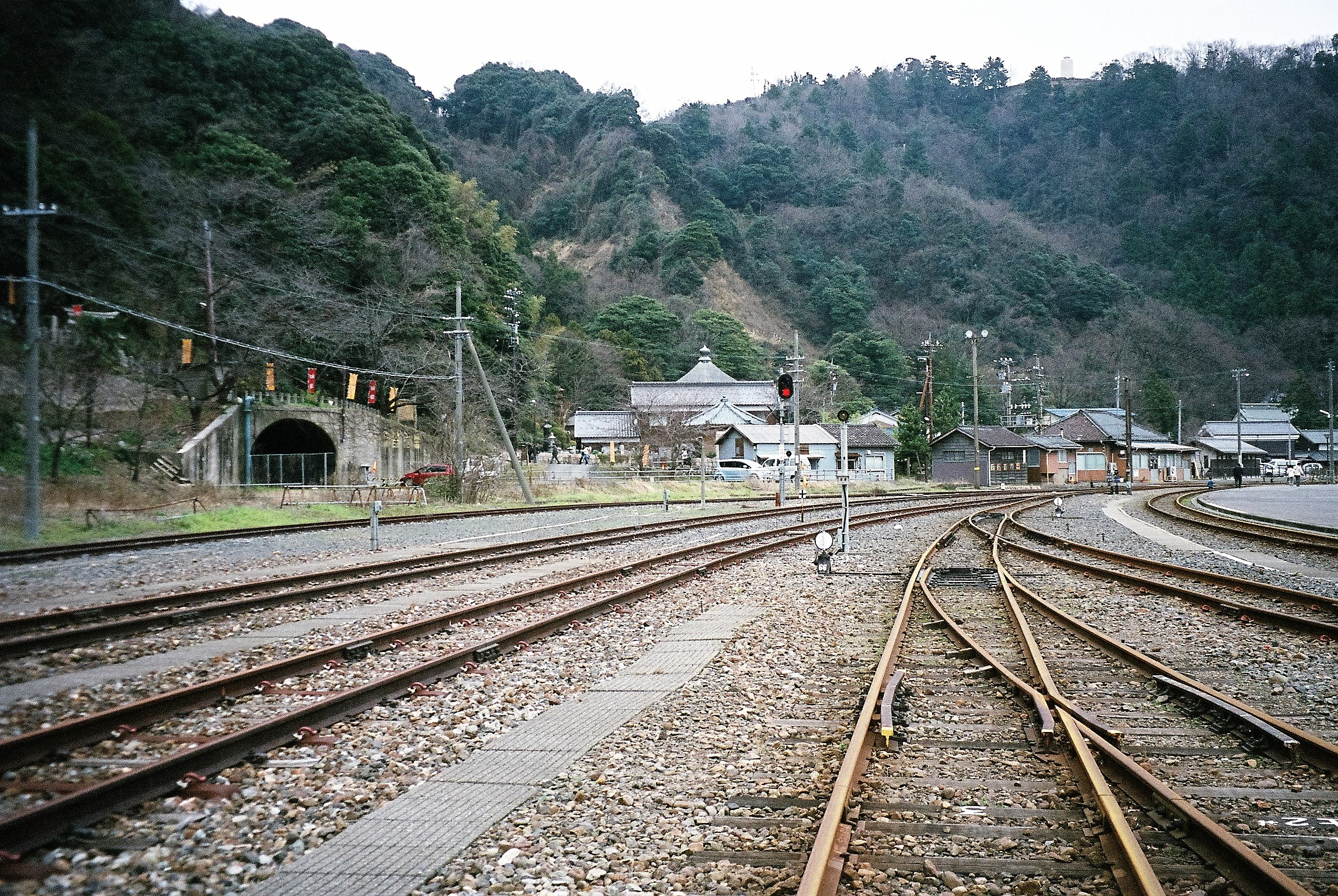
駅構内（2007年） 左側に敦賀セメントへの廃トンネルが見える。
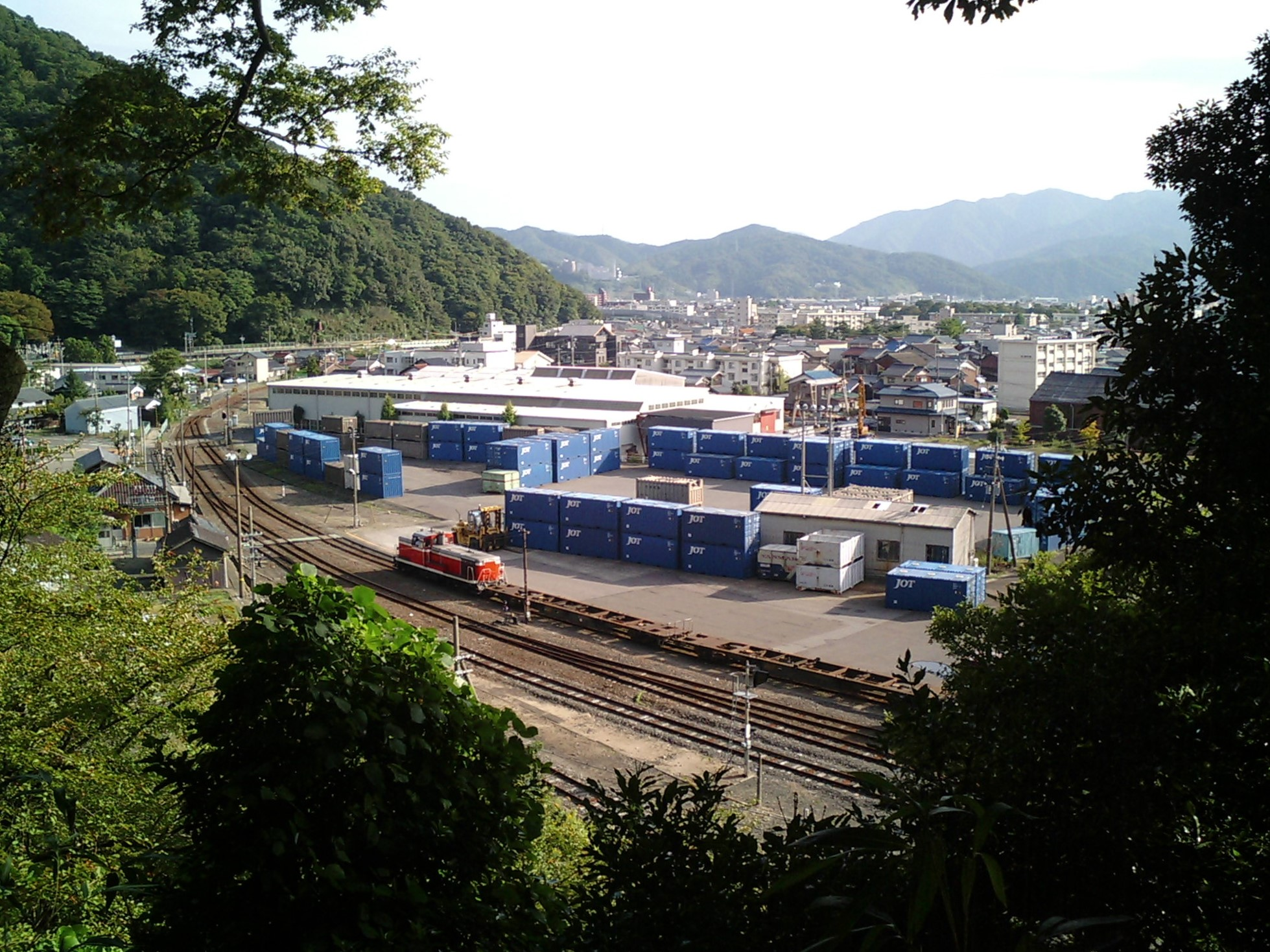
駅構内（2008年）
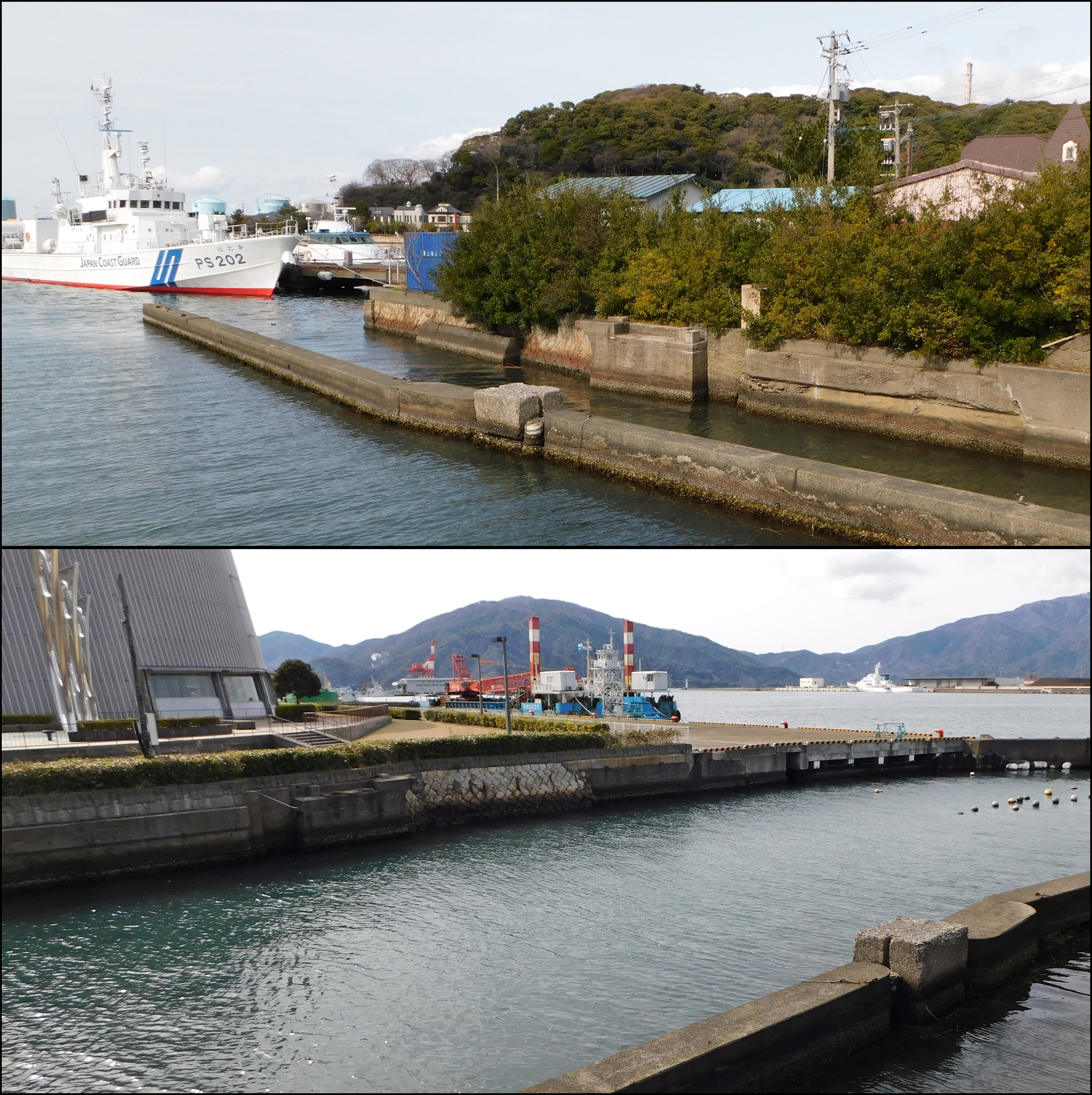
児屋川河口、橋台が残る（写真上が東岸）。
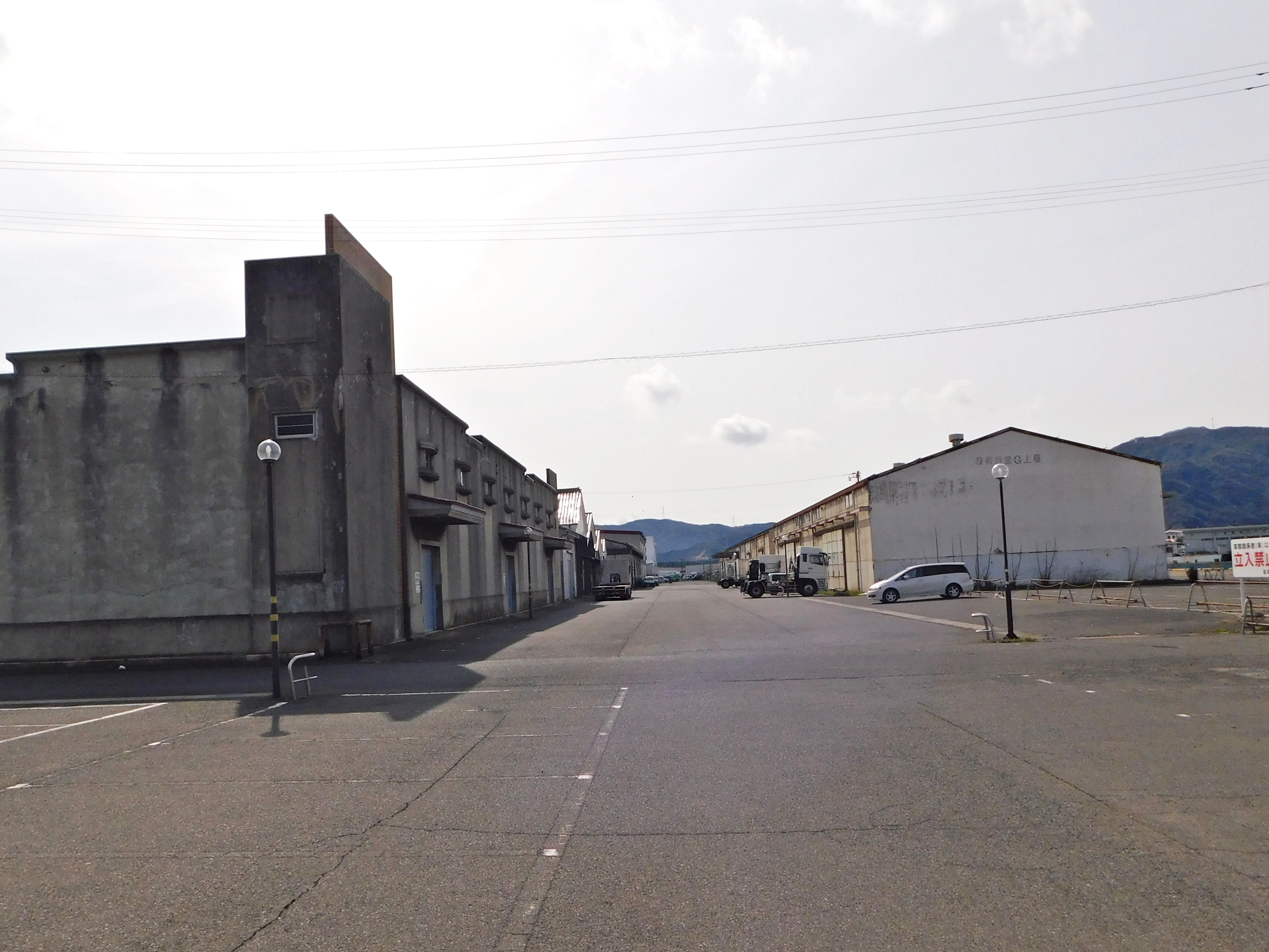
蓬莱町倉庫群、写真手前から奥に向かって線路があった。

## 取扱う貨物の種類
- コンテナ貨物 - 12ftコンテナ、20ft大型コンテナを取り扱う。
- 産業廃棄物・特別産業廃棄物の取扱許可を得ている。
- 1996年（平成8年）までは、車扱貨物の取扱い設定があった。
- 過去には私有コンテナも扱っていた。

### 過去に取り扱っていたコンテナ

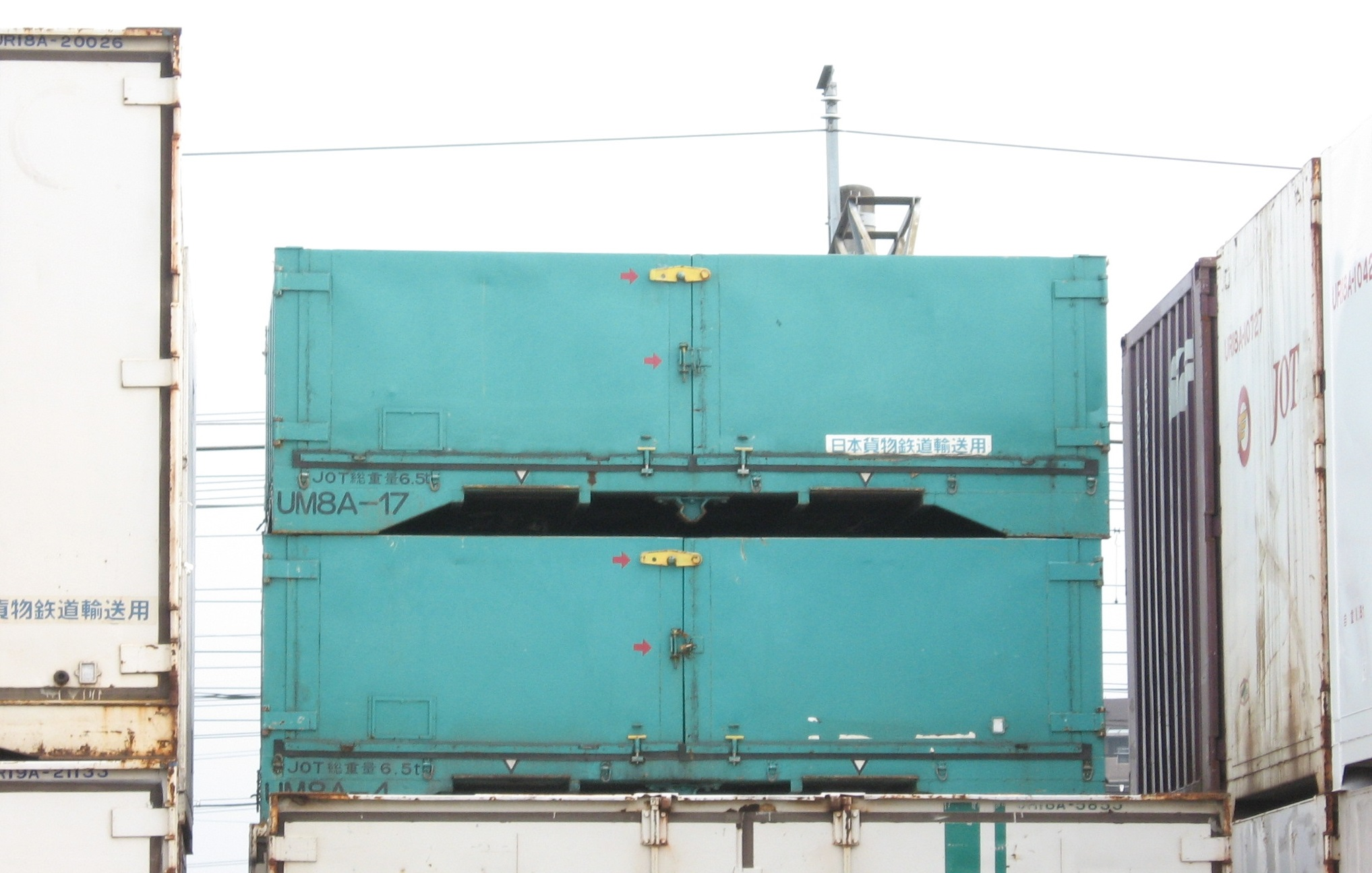
デンヨーで製造された発電機を輸送していた、12ft形無蓋コンテナ
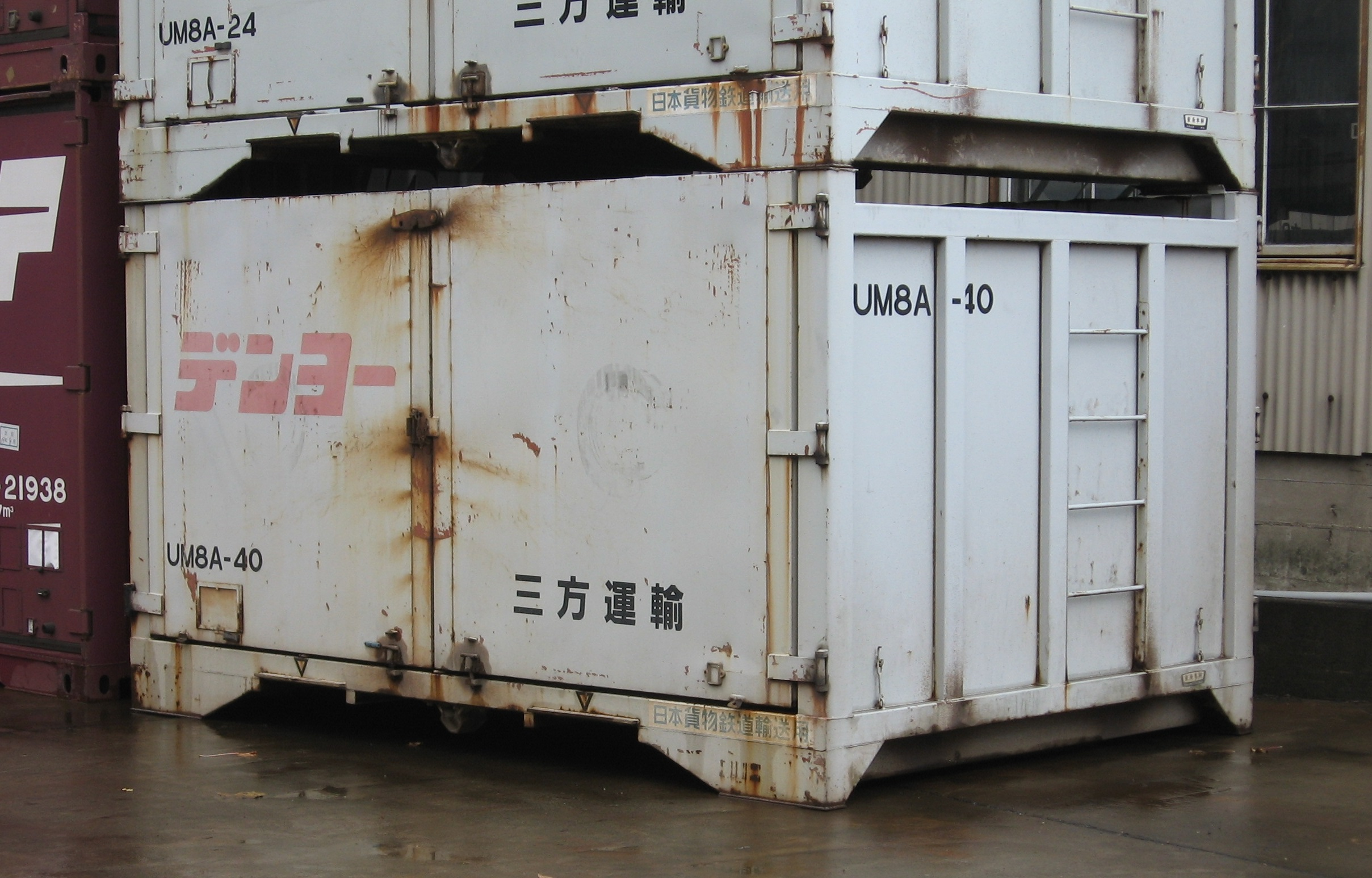
デンヨーの12ft形無蓋コンテナ
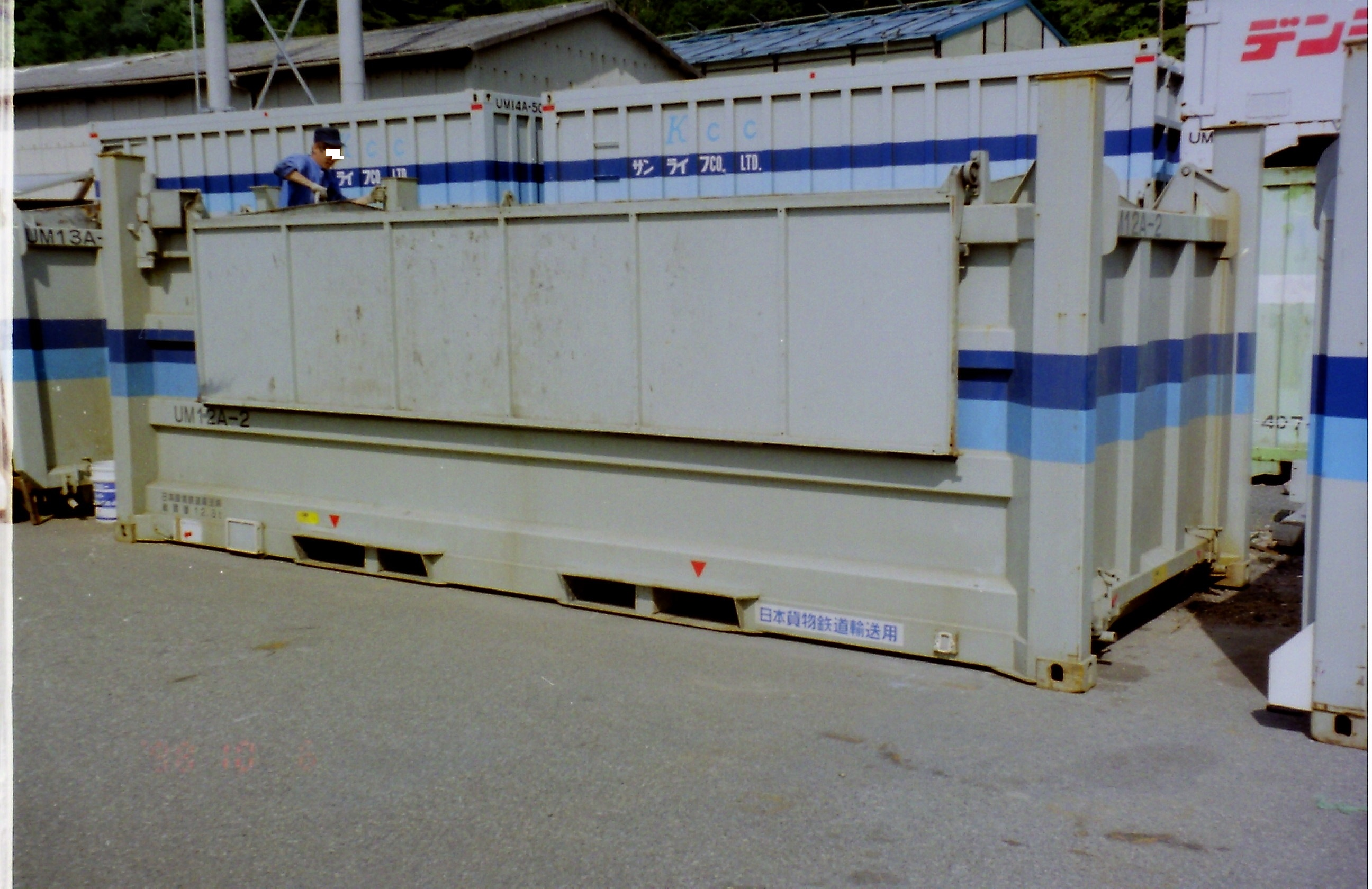
日本環境鉄道輸送の20ft形無蓋コンテナ
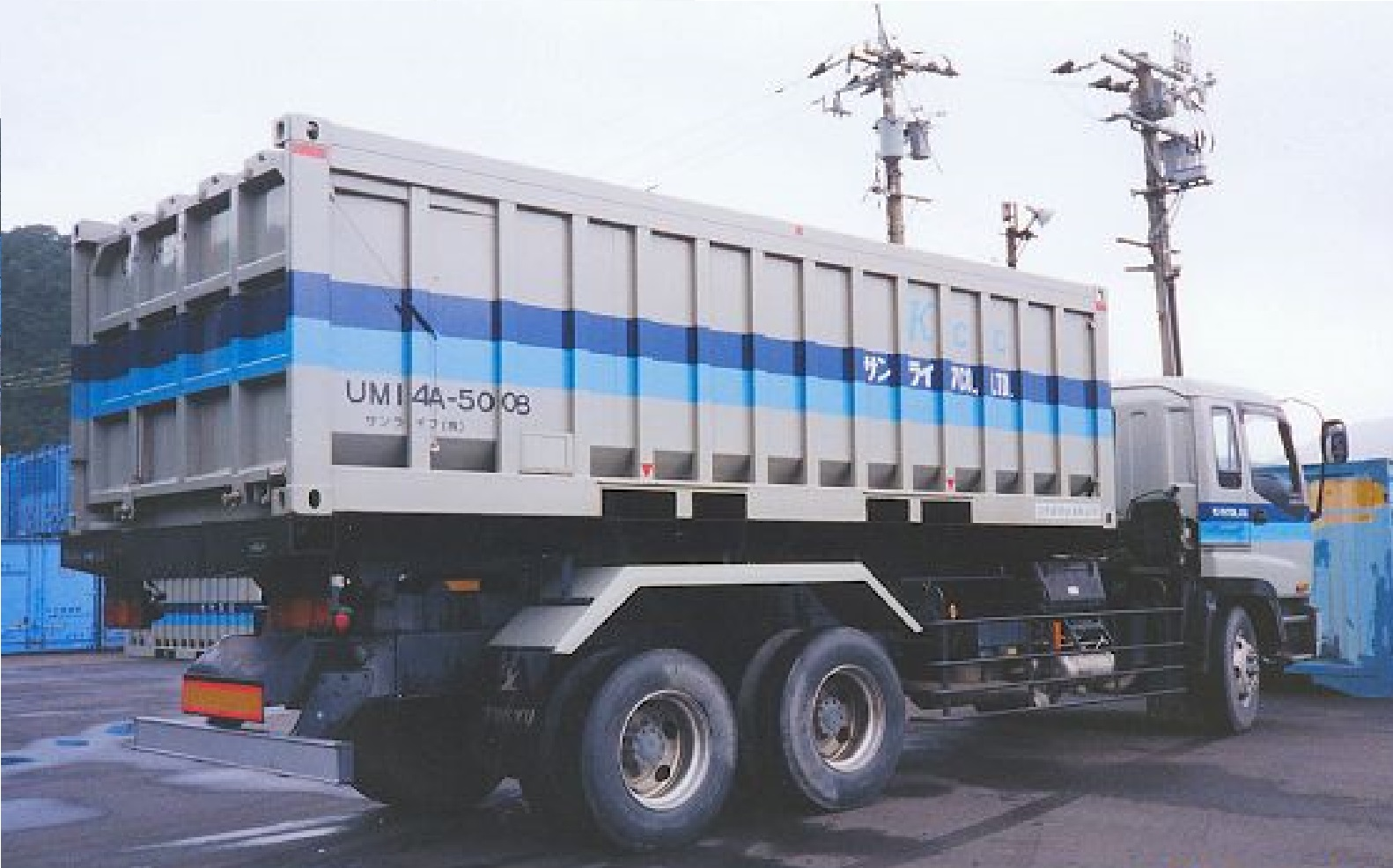
トラックに積載されたサンライフの20ft形無蓋コンテナ
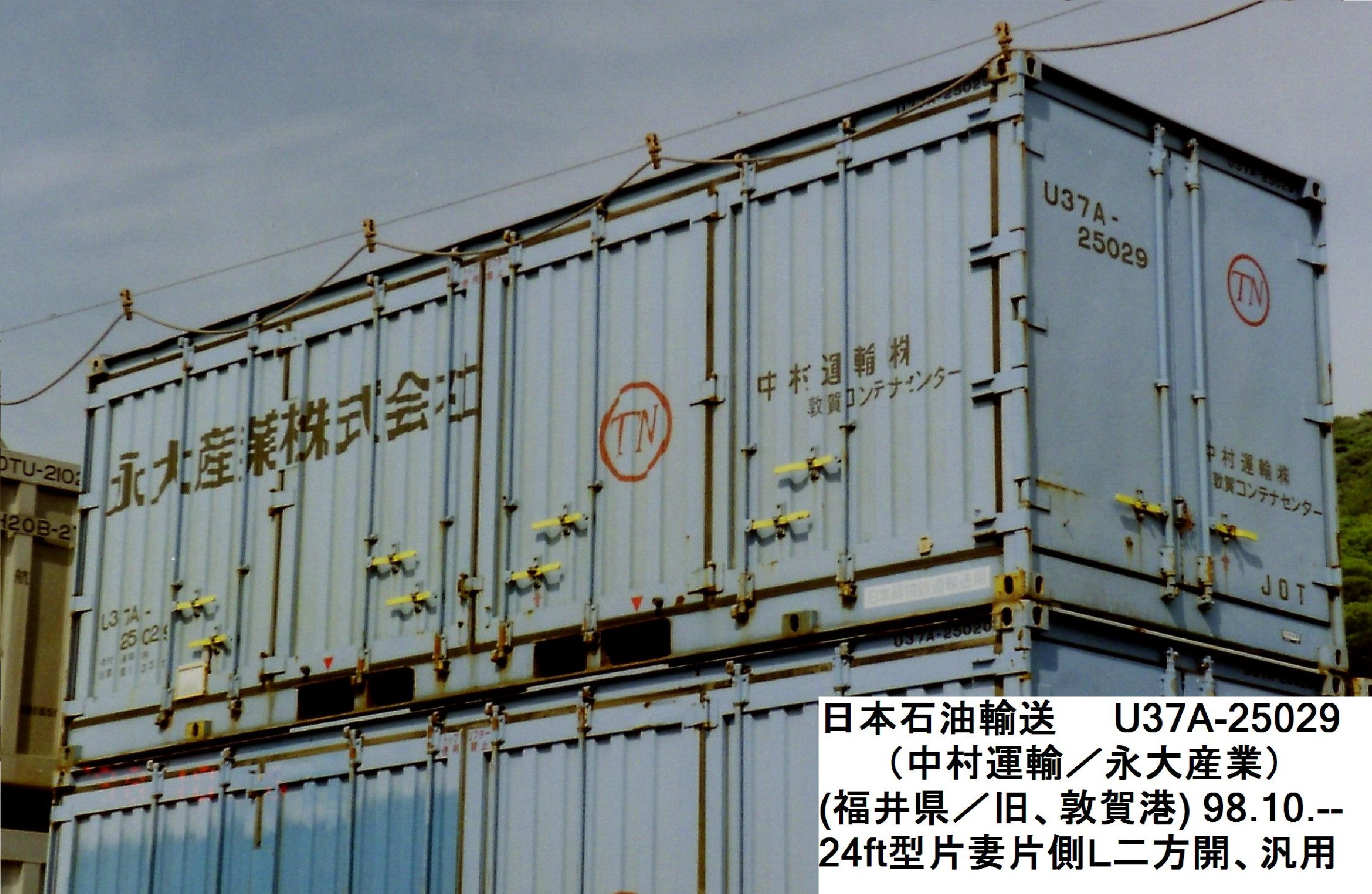
永大産業の製品を輸送していた24ft形ドライコンテナ
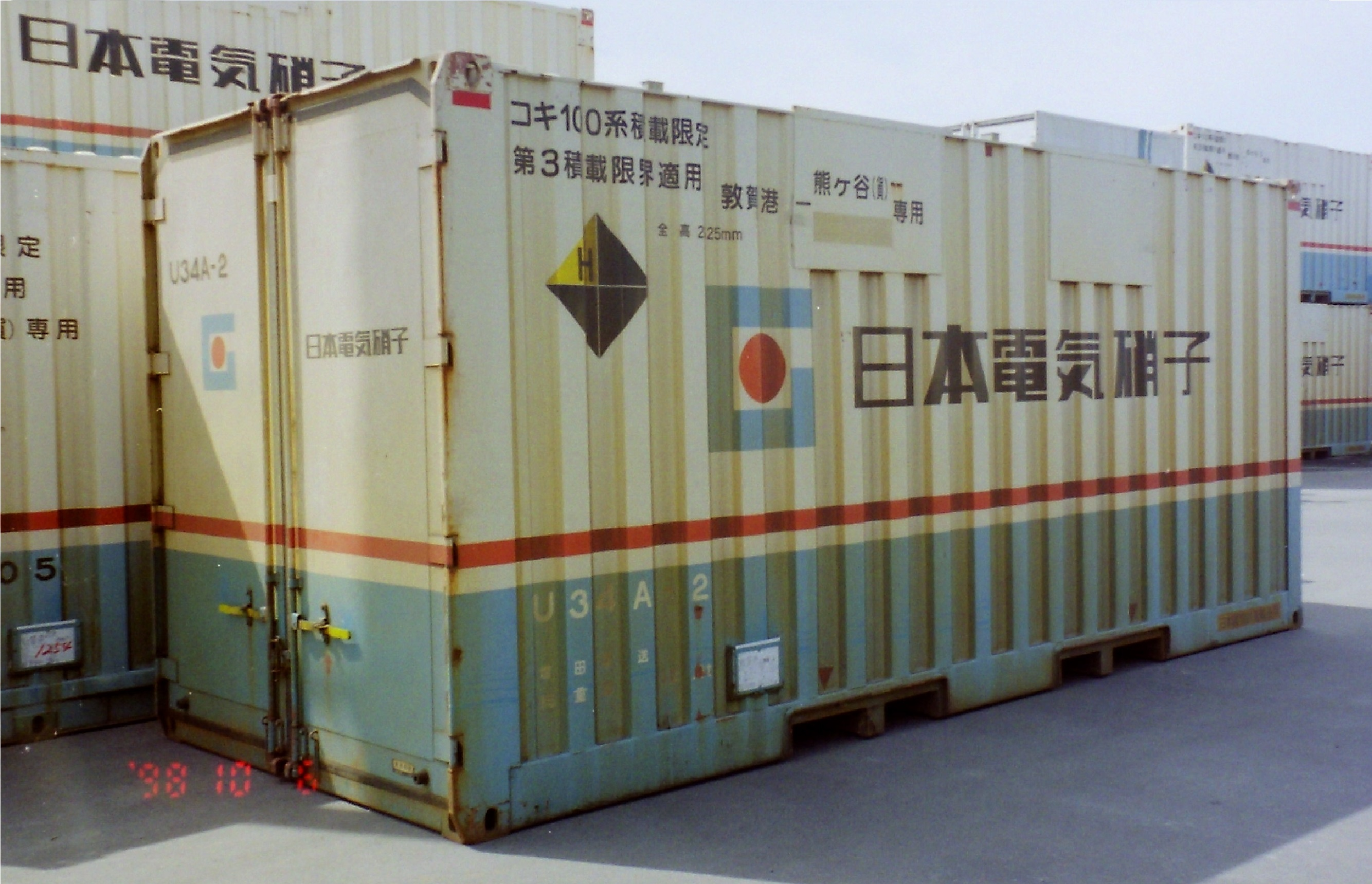
日本電気硝子の製品を輸送していた20ft形ドライコンテナ
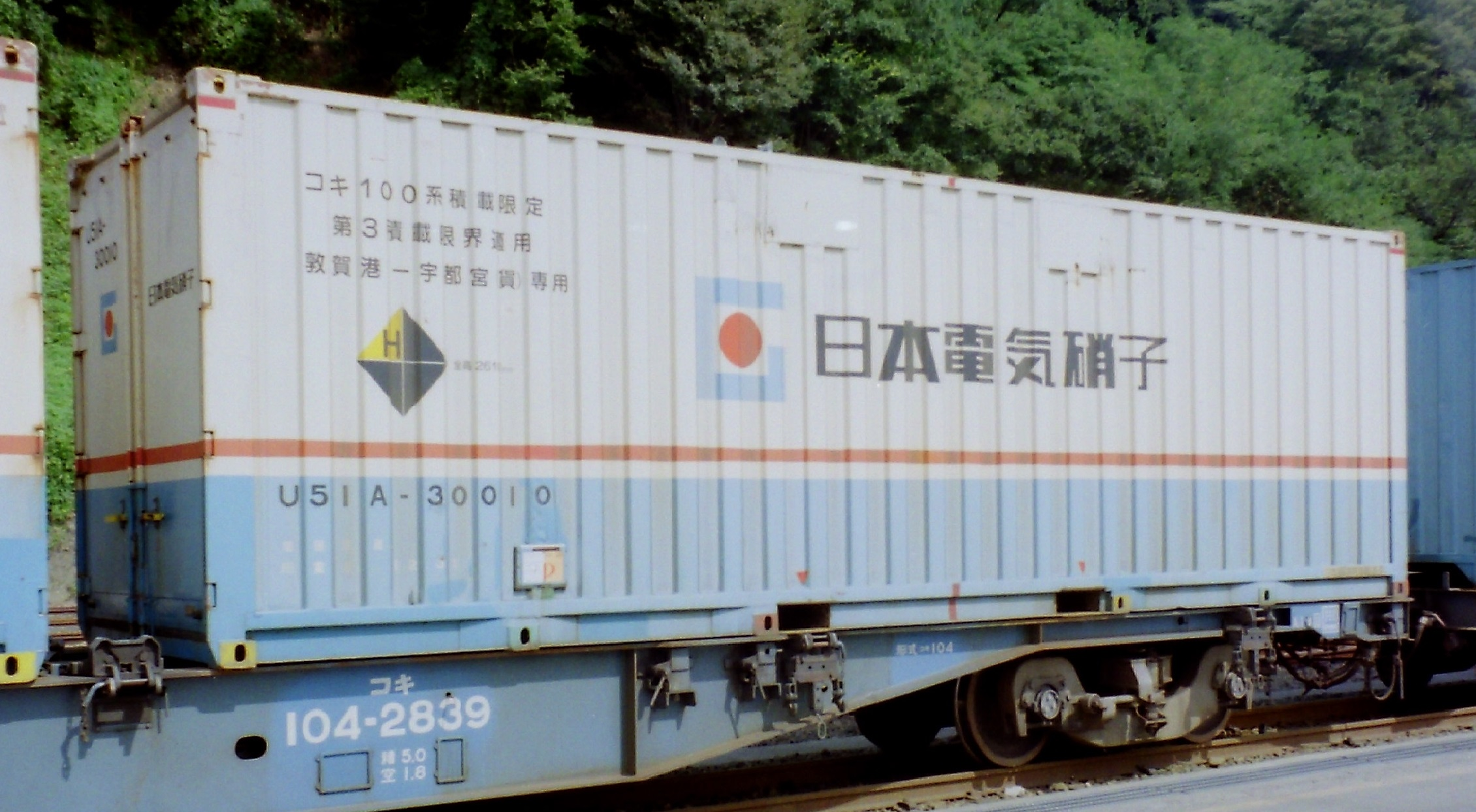
日本電気硝子の30ft形ドライコンテナ

### トラック便
貨物列車代替のトラック便は、敦賀港新営業所と南福井駅の間で運行されていた。末期の本数は、南福井駅行が1日12本、敦賀港新営業所行が1日10本であった。

## 休止後の動き

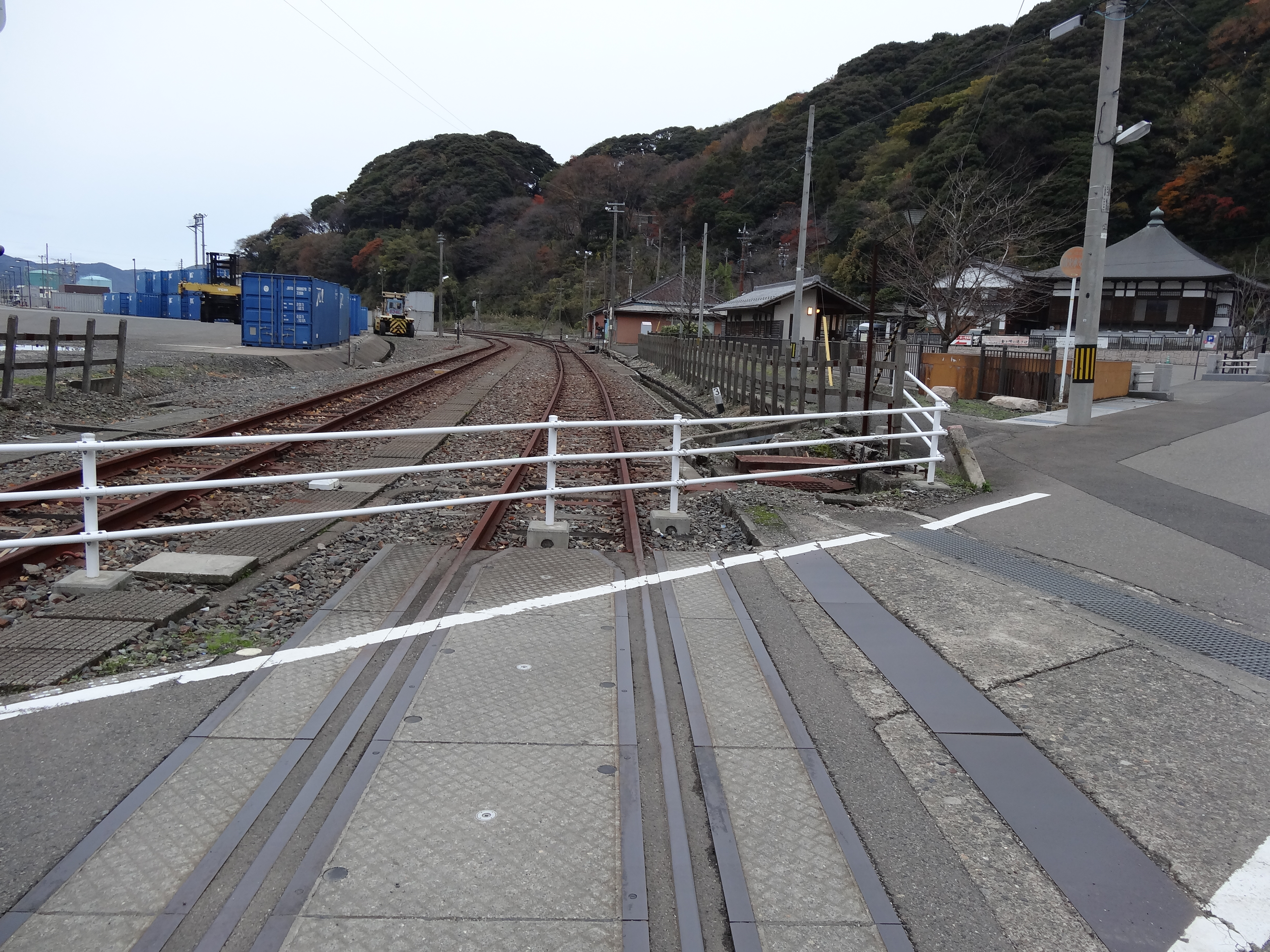
敦賀港駅手前の柵。右は金前寺（2012年12月）

2010年（平成22年）秋に敦賀港多目的国際ターミナルが開港し、コンテナ貨物の取り扱い量が増えてきた。これに伴い、既存の設備を改修することによるモーダルシフトの推進や、関西・中京に近いという立地条件を売り込もうとする敦賀市の政策がある。また周辺には観光施設や観光地が点在することから、市民広場の整備にあわせた敦賀港線の活用も示されている。
それ以外にも、米原駅近くに建設予定だった物流拠点と連携した構想もあったが、物流拠点構想そのものが頓挫したため立ち消えになっている。
現在、各踏切の遮断機や警報機は撤去、交差部分の線路側に固定柵が設置され、さらには敦賀駅近くの線路敷部分に北陸新幹線の橋脚が建つなどし、結局再開できないまま敦賀港線は正式に2019年（平成31年）に廃線となることが決定した。

### 敦賀港線再活用計画
敦賀市は金ヶ崎町周辺の整備計画策定委員会にて、敦賀駅にて使われていた転車台を中心とした鉄道遺産整備の原案を示している。福井県は2017年（平成29年）に敦賀港駅周辺の調査を行い、敦賀駅の転車台を移設し、太陽光パネルを設置することで、蒸気機関車牽引客車を330メートルの距離で走らせることができることを明らかにしている。整備検討エリアはJR貨物所有の土地が大半を占める約34000平方メートルの規模で、走らせる機関車には敦賀市内の本町第3公園内に静態保存されている国鉄C58形蒸気機関車212号機も候補に挙がっている。このほか、人道の港 敦賀ムゼウムの機能を移転拡充する昭和初期の復元4棟の活用や、敦賀市が2018年（平成30年）に購入して敦賀赤レンガ倉庫横に設置保存したキハ28形気動車とも絡め、2024年（令和6年）春に延伸開業する北陸新幹線の車庫とも連携できるような仕組みを模索している。しかし、JR貨物関西支社は「土地の処理対応が難しくなる」ことを理由に、敦賀港線全線の鉄道用地（約7.5ヘクタール）の買取を求めており、福井県と敦賀市は「購入費の問題」を理由に、計画が進展していない。

## 駅周辺
港湾の観光地となっており、近隣には海浜公園・資料館・神社などがある。南側に当駅舎を再現した鉄道資料館があり、その付近に海上保安部がある。なお、フェリー乗り場の敦賀新港（敦賀フェリーターミナル）は当駅から北へやや離れた所にある。
- 旧敦賀港駅舎（敦賀鉄道資料館）
- 旧敦賀港駅ランプ小屋[17][18]
- 人道の港 敦賀ムゼウム
- 敦賀赤レンガ倉庫
- 金ヶ崎緑地
- 天筒山
  - 金ヶ崎城
  - 金崎宮
  - 金ヶ崎公園
- 絹掛ノ崎
- 敦賀港
- 海上保安庁敦賀海上保安部
- 敦賀セメント
- 金前寺
- 永覚寺
- 永厳寺
- 泉（）のおしょうず[19]
- 敦賀市コミュニティバス「金ヶ崎緑地」停留所、「赤レンガ倉庫」停留所、「金崎宮」停留所

## 隣の駅
日本貨物鉄道（JR貨物）
北陸本線
敦賀駅 - 敦賀港駅
鉄道省
北陸本線（1943年廃止）
敦賀港駅 - （貨）敦賀新港駅

## 再現駅舎
1999年（平成11年）夏に「つるが・きらめき・みなと博21」が敦賀港で催された際、国際連絡運輸実施時代に使用されていた駅舎（1913年竣工）が復元された。現在、貨物駅として使用されている敦賀港駅の駅舎とは別の場所（港町、きらめきみなと館近く）に建設され、2012年（平成24年）現在は「敦賀鉄道記念館」として敦賀港と鉄道の歴史や観光をPRするために一般公開されている。